# Blastobotrys chiropterorum
Blastobotrys chiropterorum är en svampart som först beskrevs av Grose & Marink., och fick sitt nu gällande namn av Kurtzman & Robnett 2007. Blastobotrys chiropterorum ingår i släktet Blastobotrys och familjen Trichomonascaceae.   Inga underarter finns listade i Catalogue of Life.